# Matudaea trinervia
Matudaea trinervia är en trollhasselart som beskrevs av Cyrus Longworth Lundell. Matudaea trinervia ingår i släktet Matudaea och familjen trollhasselfamiljen. Utöver nominatformen finns också underarten M. t. hirsuta.